# Alstom Ferroviaria
Az Alstom Ferroviaria S.p.A., korábban Fiat Ferroviaria S.p.A., az Alstom olaszországi részlege. A Fiat Ferroviaria S.p.A. a Fiat autógyártó vasúti részlege volt. A vállalatot 1880-ban alapították Società Nazionale Officine di Savigliano néven. A Fiat Ferroviaria az 1930-as években kezdett mozdonyokat építeni. A Fiat része lett 1970-ben. A Fiat Ferroviaria 1995-ben felvásárolta a svájci SIG vasúti üzletágát, és létrehozta a Fiat-Sig leányvállalatot. 1998-ig a vállalat tulajdonában volt az argentin Materfer vállalat, amely ma már független vállalatként működik.
2000 júniusában az Alstom 51%-os részesedést vásárolt a cégben.

## Áttekintés

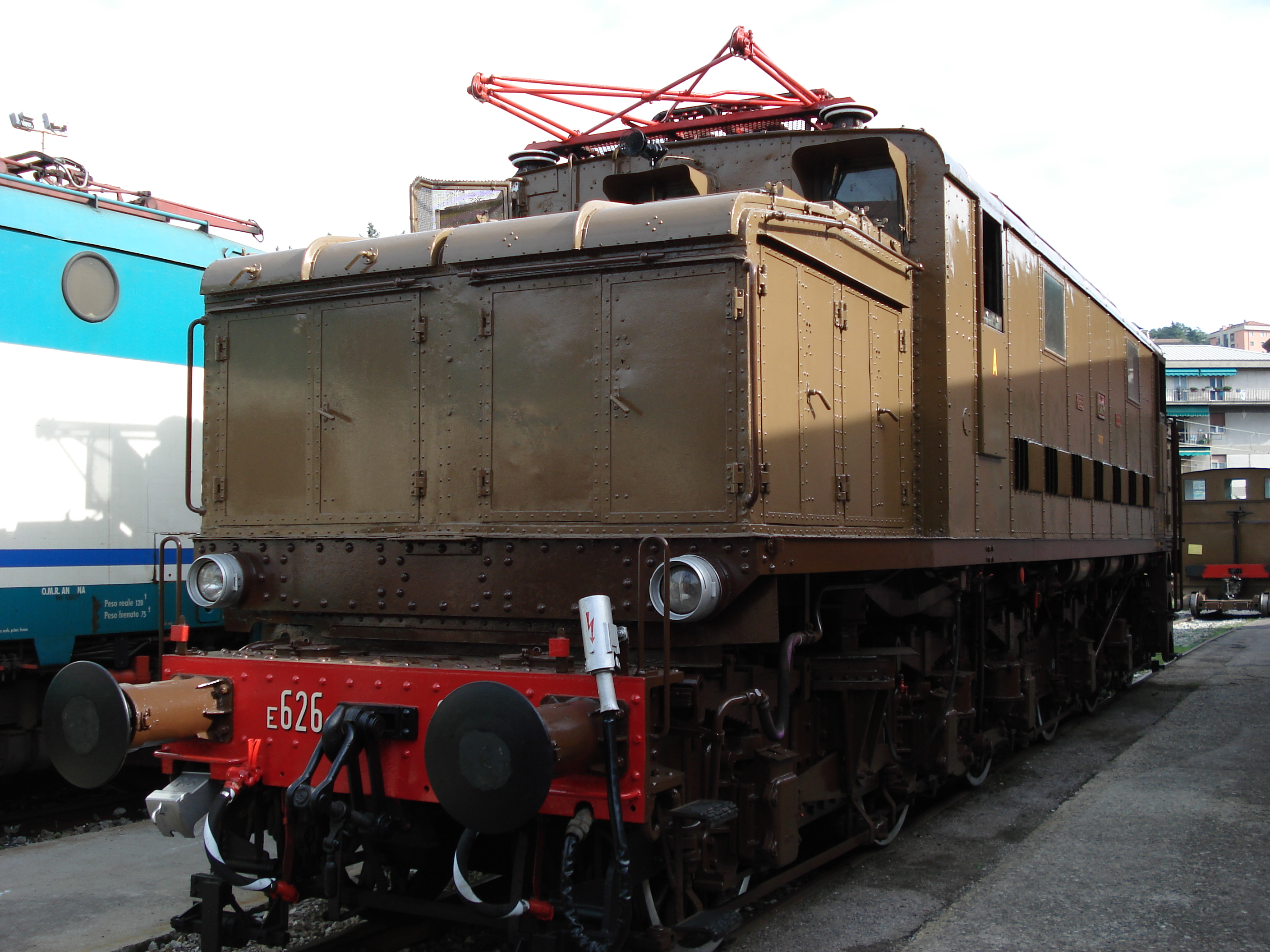
FS E626 sorozatú villamosmozdony, az olasz vasutak egyik fő mozdonya az 1930-as évektől kezdve

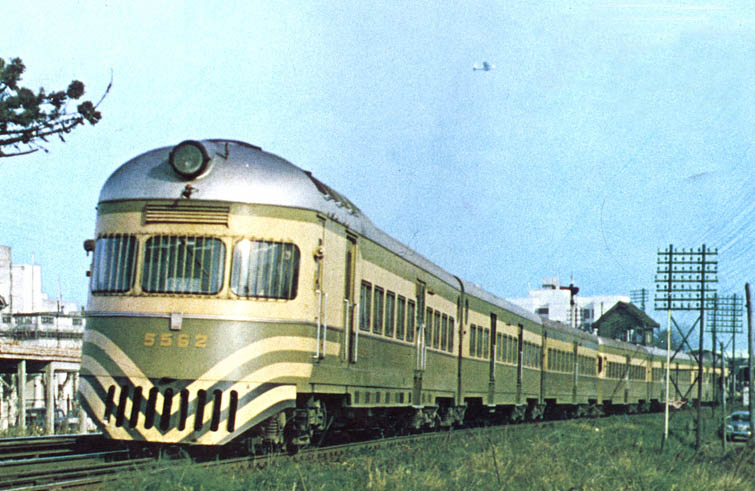
A 7131-es motorkocsi első modellje az argentin vasutak számára

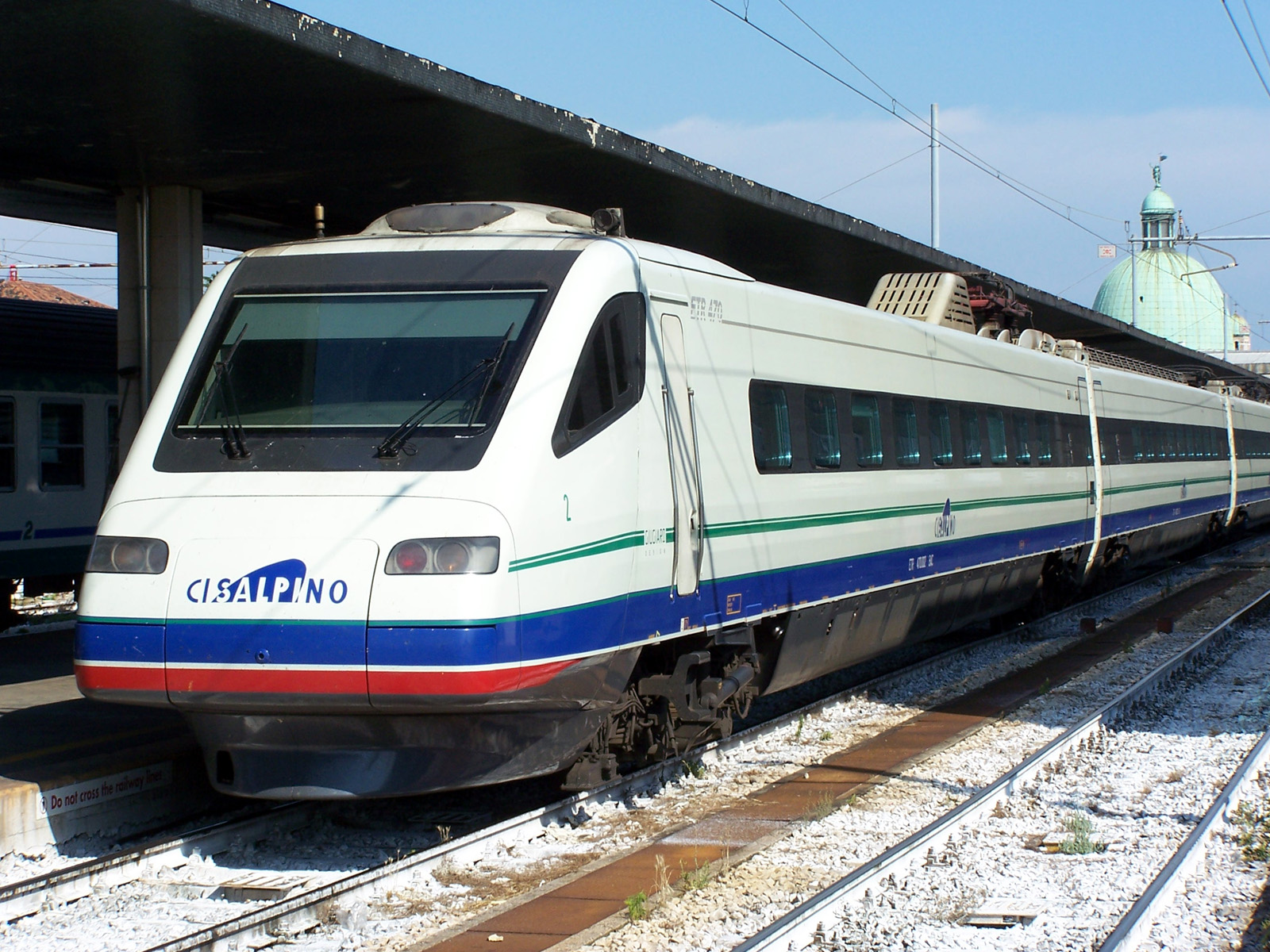
Cisalpino Pendolino (2008)

Az 1960-as és 1970-es években a Fiat Ferroviaria kifejlesztette a vonatok billenő technológiáját, és elsőként (és több évtizedig egyedüliként) gyártott aktív billenő szerelvényeket Pendolino márkanévvel.
Olaszországban 1976-tól kezdve több Pendolino-sorozatot is átvettek (ETR 401, ETR 450, ETR 460 sorozat-65, ETR 480-85 és az Alstom által gyártott ETR600.
Az 1988-ban Olaszországban bevezetett ETR 450 sorozat sikerét követően (az 1976-ban bevezetett FS 401 sorozat mindössze 2 szerelvényből állt, és soha nem közlekedett rendszeres kereskedelmi forgalomban, inkább "keréklaboratóriumként" működött) több ország is megrendelte a forgóvázakat, a vontatási, elektromos és elektronikus berendezéseket tartalmazó billenő rendszereket:
- Németország (ICE T)
- Finnország (VR Sm3 sorozat és VR Sm6 sorozat)
- Svájc (Cisalpino)
- Spanyolország (Alaris)
- Portugália (Alfa Pendular)
- Szlovénia (SŽ 310 sorozat)
- Csehország (ČD 680 sorozat)

1999 februárjában a Virgin Trains West Coast egy 390-es osztályú, Fiat Ferroviaria billenő technológiával felszerelt flottát rendelt az Alstomtól.
Közvetlenül vagy közvetve a világ 18 országa alkalmazta az olasz Fiat Ferroviaria billenő technológiát vonatain, köztük az Amerikai Egyesült Államok és Kína.